# Lyctopsis scabricollis
Lyctopsis scabricollis är en skalbaggsart som beskrevs av Pierre Lesne 1911. Lyctopsis scabricollis ingår i släktet Lyctopsis och familjen kapuschongbaggar. Inga underarter finns listade i Catalogue of Life.

## Bildgalleri

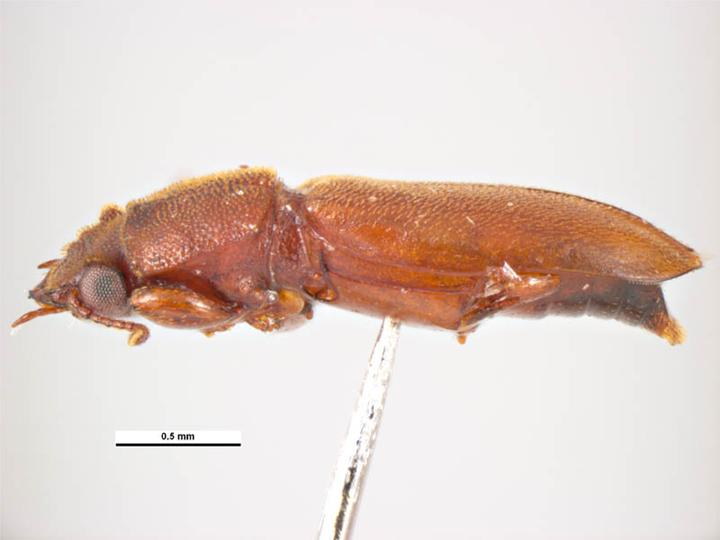